# 3350 Scobee
3350 Scobee (1980 PJ) là một tiểu hành tinh vành đai chính được phát hiện ngày 8 tháng 8 năm 1980 bởi Edward L. G. Bowell ở trạm Anderson Mesa thuộc Đài thiên văn Lowell, Flagstaff. Nó được đặt theo tên the late Dick Scobee, commander of the ill-fated Space Shuttle Challenger destroyed during launch thuộc STS-51-L mission. The asteroids 3351 Smith, 3352 McAuliffe, 3353 Jarvis, 3354 McNair, 3355 Onizuka và 3356 Resnik commemorate the other crew members.